# Kotschya strigosa
Kotschya strigosa là một loài thực vật có hoa trong họ Đậu. Loài này được (Benth.) Dewit & P.A.Duvign. miêu tả khoa học đầu tiên.